# Lipno, Tỉnh West Pomeranian
Lipno [ˈlʲipnɔ] (trước đây Đức Neu Liepenfier) là một ngôi làng ở quận hành chính của Gmina Polczyn-Zdrój, trong Świdwiński, Zachodniopomorskie, ở tây bắc Ba Lan. Nó nằm khoảng 8 kilômét (5 mi)   phía nam Połczyn-Zdrój, 23 km (14 mi) về phía đông nam của Świdwin và 105 km (65 mi) về phía đông của thủ đô khu vực Szczecin.
Trước 1772, khu vực này là một phần của Vương quốc Ba Lan, 1772-1945 Phổ và Đức. Để biết thêm về lịch sử của nó, xem Hạt Drahim và Lịch sử của Pomerania.